# رزمة بيانات
رِزْمَةُ المُعطَيات أو رِزْمَةُ البيانات (بالإنجليزية: Data Packet)‏ هي وحدة مُعطيات مُعدّة للنقل في شبكات تبديل الرِزَم. عندما يتمّ استعمال الرِزَم كوحدات لتبادل المُعطيات، يصبح بالإمكان اعتماد تبديل الرِزَم كآليّة لنقل المُعطيات، وهو يُتيح إدارة أفضل لعرض الحزمة مقارنة بتبديل الدارات المُعتمد في قنوات الاتصال التقليديّة، كقنوات الوصل نقطة إلى نقطة، حيّث يجري نقل المُعطيات على شكل تدفّق من البتات، ولا وجود لمفهوم تبديل الرِزَم.
تتكون رِزْمَة المُعطيات من ترويسة وقسم مُعطيات يُسمّى أيضاً بالحمولة. تحتوي الترويسة على حقول تضمّ معلوماتٍ تساعد في توصيل المُعطيات إلى وجهتها بشكلٍ سليم، وتُسمّى هذه المعلومات بمعلومات التحكّم، وهي تشمل مفاهيم العنونّة والوثوقيّة والأولويّة وعمر الرِزْمَة وحجمها بالإضافة لآليّات تخصّ الحمولة.

## مصطلحات

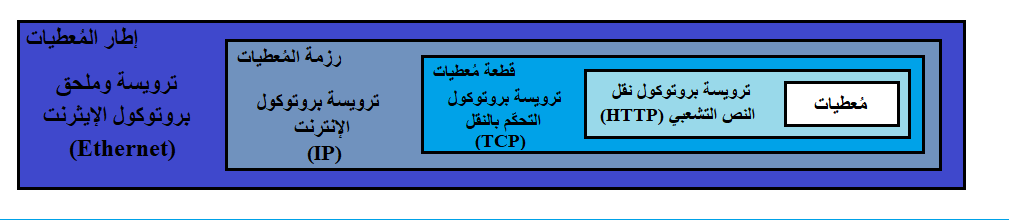
تغليف مُعطيات بحسب نموذج الإنترنت (TCP/IP) يُظهِر الفرق بين قطعة المُعطيات والرِزْمَة والإطار.

في نموذج الاتصال المعياري (OSI)، يُشير مُصطلح رِزْمَة المُعطيات بشكلٍ صارمٍ إلى وحدة بيانات البروتوكول (PDU) في الطبقة الثالثة، أيّ طبقة الشبكة. أمّا وحدة مُعطيات البروتوكول (PDU) في طبقة النقل فتُسمّى قطعة المُعطيات (Segment) إذا كان البروتكول العامل هو بروتوكول التحكّم بالنقل (TCP)، أو حزمة المُعطيات (Datagram) إذا كان البروتكول العامل هو بروتوكول حزم المُستخدم(UDP). أمّا حزمة مُعطيات البروتوكول (PDU) في طبقة ربط المُعطيات فتُسمّى إطار المُعطيات (Frame). تُستعمل هذه المُصطلحات بشكلٍ مُوافق في نموذج الإنترنت (TCP/IP) أيضاً.

## تشكيل الرِزْمَة
تعمل البروتوكولات التي تشكّل رِزْمَة المُعطيات في طبقة الشبكة بحسب نموذج الاتصال المعياري (OSI)، أو في طبقة الإنترنت بحسب نموذج الإنترنت(TCP/IP)، ولكلٍ منها مُواصفاتٌ خاصّة تُحدد كيفيّة بناء الترويسة وإعداد حقولِها والتراميز المُستعملة لذلك بهدف تنسيقها بشكلٍ سليمٍ لتُضاف إلى المُعطيات من أجل بناء الرِزْمَة التي تُمثّل وحدة مُعطيات البروتوكول (PDU) في هذه الطبقة.
لتسهيل العمليّة، من الجيد تشبيه الرِزْمَة بالرسالة الورقيّة المُرسلة بالبريد، وفي هذه الحالة ستكون الترويسة هي الظرف الذي تُوضع الرسالة بداخله، والمعلُومات الموجُودة في الترويسة تُكافئ تلك التي تُكتب على الظرف كالأسماء والعناوين والوزن والطوابع.
أيّاً كان البروتوكول المُستعمل لتشكيل الرِزْمَة، فإنّ الاعتبارات التاليّة يجب أن تُؤخذ بالحسبان:
- العنونة: تعتمد عملية التوجيه بشكلٍ أساسيّ على العنونة، ويتطلب توجيه رِزْمَة عبر الشبكة وجود عنوانين في الترويسة، هُما عنوان مصدر الرِزْمَة الذي ولّدها وعنوان وجهتها، ويعني ذلك أن على البروتوكول الذي يُضيف الترويسة أن يُعرّف فضاءً من العناوين وآليّاتٍ خاصّة لإنجاز الوظائف المُرتبطة بالعنونة مثل تجزئة الشبكات[8] وتجميعها (CIDR).[9]
- الوثوقيّة: الهدف الأساسيّ من هذا المطلب هو نقل المُعطيات بدون أخطاء، ويركّز هذا المطلب على كشف الأخطاء في حال حصولِها لا على منعها. تحصل عملية كشف الأخطاء في عدّة مستويات في كدسة البروتوكولات الخاصة بالنموذج العامل، ومن الجيد أن تحتوي الترويسة على حقل خاص بعملية كشف الأخطاء الحاصلة عند النقل، وقد تشمل الخوارزميّة كامل الرِزْمَة أو الترويسة المُضافة في هذه الطبقة فقط. ويعني هذا ضرورةَ اعتمادِ خوارزميّةٍ لكشف الأخطاء كخوارزميّة بتات كشف التعادل، أو خوارزميّة اختبار الفائض الدوريّ (CRC).[10] في الطرف المُرسل، يتمّ تطبيق الخوارزميّة على الرِزْمَة قبل الإرسال، ويجري حساب القيمة العددية الخاصّة بحقل كشف الأخطاء، وتوضع هذه القيمة في حقل المناسب في الترويسة. عند استقبال الرِزْمَة في طرف الاستقبال، يتمّ حساب نفس القيمة باستعمال نفس الخوارزميّة، ويجري مُطابقة الناتج مع القيمة الموجودة في الترويسة، في حال تطابق القيمتين، فإنّ عملية النقل تمّت بدون أخطاء، أمّا في حال اختلاف القيمتين فقد تمّ كشفُ خطأ في الإرسال. أثناء عملية التوّجيه، قد يحصل تعديل لمُحتويات الترويسة، وفي هذه الحالة يجب حساب القيمة الجديدة للحقل الخاصّ بكشف الأخطاء، واستبدال القيمة القديمة المُوجودة في الترويسة.
- عمر الرِزْمَة: إنّ الرِزْمَة هي وحدة مُعطيات البروتوكول (PDU) التي تنتقل عبر الشبكة. في بعض حالات الخطأ أو نتيجة لهجماتٍ أمنيّة، قد تنشأ مسارات دائريّة مُغلقة، وعندما تدخل الرِزْمَة مساراً كهذا فإنّها لن تتمكن من مُغادرته. ووجود رزم كهذه يُسبب استهلاكاً غير مرغوبٍ لعرض الحزمة وازدحاماً في الشبكة، ويمكن أن يُشكّل ذلك ثغرةً أمنيّة ومُنطلقاً لهجمات إيقاف الخدمة (DoS)،[11] لذلك فإنّ هناك حاجة لوجود آليّة تمنع حركة رِزْمَة ما بشكلٍ مُستمرّ ضمن الشبكة، وذلك من خلال تحديد عمر مُحددٍ لها، قد يكون زمناً أو عدداً مُحدداً من القفزات لا يُسمح للرِزْمَة بتجاوزه، ويتمّ التخلّص منها عندما يبلغ عُمرُها حدّه الأقصى بدون أن تبلغ وجهتها.
- حجم الرِزْمَة: لكل رِزْمَة مُعطيات حجم مُحدد، من الجيّد أن تحتوي الترويسة على حقلٍ خاصّ يحتوي حجم الرِزْمَة. ترويسة بعض البروتوكولات غيرُ ثابتة الحجم، لذلك قد تحتوي الترويسة أيضاً على حقلٍ خاصّ لحجم ترويسة الرِزْمَة.
- الأولويّة: تدعم شبكات نقل المُعطيات مفهوم جودة الخدمة (QoS)،[12] وهو طريقة لتمييز بعض أنواع الرِزَم عن الأُخرى بحيّث تحصل على أفضليّة عند المُعالجة والتوجيه أثناء عبورها الشبكة. وهذا يعني أن يُخصص البروتوكول حقلاً في الترويسة لنقل معلومات التحكّم الخاصّة بالأولويّة بالإضافة إلى ضرورة وجود تراميز خاصة بجودة الخدمة في مواصفاته.
- الحمولة: تُحدد شبكات نقل المُعطيات عدداً أعظمياً من البايتات التي يُسمح بنقلها دفعةً واحدة عبر الشبكة، يُسمّى هذا الحدّ بحجم النقل الأعظميّ (MTU) لرِزْمَة المُعطيات. يجب على البروتوكولات التي تُشكّل الرِزْمَة أن تأخذ ذلك بالحسبان، وذلك عن طريق تعريف آليّات خاصّة للتعامل مع القضايا المُرتبطة بهذا المطلب مثل تقطيع البيانات أو آليّات اكتشاف حجم النقل الأعظميّ (MTU).[13][14][15]

إنّ الإصدارين الرابع (IPv4)  والسادس (IPv6) من بروتوكول الإنترنت وبروتوكول تبادل رزم الشبكات (IPX) هي أمثلة عن البروتوكولات التي تشكّل رزم المُعطيات، والتي صُممت لتُلبّي بعض أو كل المُتطلبات السابقة.

## أمثلة عن رزم البيانات
فيما يلي ثلاثة أمثلة عن رزم مُعطيات، هي رِزْمَة مُعطيات الإصدار الرابع من بروتوكول الإنترنت (IPv4) ورِزْمَة مُعطيات الإصدار السادس من بروتوكول الإنترنت (IPv6) ورِزْمَة معطيات بروتوكول تبادل رزم الشبكات (IPX).

### رِزْمَة بيانات الإصدار الرابع من بروتوكول الإنترنت (IPv4)

بنية رِزْمَة البيانات الإصدار الرابع من بروتوكول الإنترنت.

حقل الأعلام في ترويسة الإصدار الرابع من بروتوكول الإنترنت، هناك علمين هما علم عدم التقطيع وعلم المزيد من القطع.

تتكون رِزْمَة الإصدار الرابع من بروتوكول الإنترنت (IPv4) من ترويسة وحمُولة. إنّ حجم الترويسة هو 20 بايت، أمّا حجم الرِزْمَة ككل فهو يمكن أي يصل نظريّاً حتى 65,535 بايت، ولكن هناك قيود ترتبط بالبروتوكول العامل في الطبقة التالية تحدّ من هذا الحجم، فعلى سبيل المثال يُحدد بروتوكول الإيثرنت  حجماً أعظميّاً لإطاره هو (1518) بايت، ما يحدّ من حجم الرِزْمَة التي يُغلّفها حتى 1500 بايت فقط.
إنّ مُواصفات البروتوكول مُحددة بالوثيقة (RFC 791) المُعنونة: «بروتوكول الإنترنت، مُحددات بروتوكول وظائف الإنترنت الخاصّ بداربا» (Internet Protocol, DARPA Internet Program Protocol Specification)، وهي تضمّ شرحاً تفصيليّاً لبنية الترويسة ومعاني ووظائف الحقول فيها، وهي بحسب تسلسل ورودها كالتاليّ:
- حقل الإصدار: بطول 4 بت، ويحتوي دائماً على القيمة 4 في كل رزم الإصدار الرابع من بروتوكول الإنترنت.
- حقل طول الترويسة: بطول 4 بت، ويُحدد بداية المُعطيات، وهو يحتوي عدداً يمثل عدد الكلمات بطول 32 بت أو 4 بايت المُوجودة في لترويسة، وبما أن طول الترويسة بدون خيارات هو 20 بايت، فإنّ أصغر قيمة صحيحة لهذا الحقل هي 5.
- حقل جودة الخدمة: بطول 8 بت، ويحتوي على تراميز خاصّة تُحدد جودة الخدمة (QoS) المطلوبة لنقل الرِزْمَة، إنّ التراميز المُستعملة في هذا الحقل مُحددة بالتفصيل في وثيقة المُواصفات الخاصّة بالبروتوكول. يُلبّي هذا الحقل مطلب الأولويّة.
- حقل الطول الإجمالي: بطول 16 بت، يُحدد حجم رِزْمَة المُعطيات مُقدراً بالبايت. إنّ أكبر قيمة يمكن ترميزها في هذا الحقل هي 65535، نظريّاً، تُمثّل هذه القيمة الحجم الأعظميّ المُمكن لرِزْمَة مُعطيات الإصدار الرابع من بروتوكول الإنترنت. يُلبّي هذا الحقل مطلب حجم الرِزْمَة.
- حقل المُعرّف: بطول 16 بت، وهو يُميّز الرِزْمَة وجميع القطع التي تنتج عن عملية تقطيعها، حيث يُساعد هذا الحقل بروتوكول الإنترنت العامل في طرف الوجهة على تمييز القطع الناتجة عن تقطيع رزم مُختلفة عن بعضها البعض ثمّ إعادة تجميعها لإنتاج الرِزْمَة الأصلية مجدداً، يلبّي هذا الحقل مطلب الحمُولة.
- حقل الأعلام: بطول 3 بتات، ويحتوي علمين هما علم عدم التقطيع (Do not Fragment DF Flag)، ويُستخدم لمنع تقطيع الرِزْمَة تحت أي ظرفٍ، وعلم المزيد من القطع (More Fragment MF Flag)، ويُستخدم لتحديد القطعة الأخيرة في الترتيب من مجموعة القطع التي نتجت عن تقطيع رِزْمَة ما، لا تستخدم هذه الأعلام إلا إذا تمّ تقطيع الرِزْمَة، يُلبّي هذا الحقل مطلب الحمُولة.
- حقل إزاحة القطعة: بطول 13 بت، يُستخدم هذا الحقل إذا فقط كانت الرِزْمَة هي قطعة ناتجة عن تقطيع رِزْمَة أكبر، وتُمثّل هذه القيمة إزاحة القطعة عن أول موقع في الرِزْمَة الأصليّة، ويساعد هذا الحقل في إعادة تجميع القطع بشكلٍ سليم لنتاج الرِزْمَة الأصلية في طرف الوجهة، خاصّةً إذا وصلت القطع بترتيبٍ مُغايّر لترتيب الإرسال.أمّا إذا لم تكن الرِزْمَة قطعة من رِزْمَة أكبر فإن هذا الحقل لا يُستعمل ويأخذ القيمة الصفريّة، يلبّي هذا الحقل مطلب الحمُولة.
- حقل زمن حياة الرِزْمَة: بطول 8 بت، وهو يحتوي عدد القفزات الأعظمي التي يُسمح للرِزْمَة بالقيام بها. تقوم كل عقدة تُعالج الرِزْمَة، كالموجّهات، بإنقاص قيمة حقل زمن الحياة بمقدار 1، إذا وصلت قيمة الحقل إلى الصفر يجب أن يتمّ التخلص من الرِزْمَة. إنّ أقصى قيمة يُمكن أن يحتويها الحقل هي 255، وهي تُمثّل أكبر عدد قفزات ممكن لمسار رِزْمَة الإصدار الرابع من بروتوكول الإنترنت يُلبّي هذا الحقل مطلب عمر الرِزْمَة.
- حقل البروتوكول: بطول 8 بت، ويضمّ ترميزاً يُستخدم لتحديد بروتوكول الطبقة التاليّة صُعوداً، تُحدد الهيئة المانحة لعناوين وأرقام الإنترنت (IANA) قيم التراميز والمُستعملة والبروتوكولات المُقابلة له.[22]
- حقل التحقق الجمعي: بطول 16 بت، ويحتوي ناتج خوارزميّة التحقق الجمعيّ التي تطبّق على حقول الترويسة فقط. إنّ الخوارزميّة المُتبّعة لحساب قيمة الحقل مشرُوحة في مُحددات البروتوكول، يُلبّي هذه الحقل مطلب الوثوقيّة.
- حقل عنوان المصدر: بطول 32 بت، يحتوي عنوان بروتوكول الإنترنت للطرف الذي ولّد الرِزْمَة، والذي يُسمّى مصدر الرِزْمَة. يُلبّي هذا الحقل مطلب العنونة.
- حقل عنوان الوجهة: بطول 32 بت، يحتوي عنوان بروتوكول الإنترنت للوجهة النهائيّة للرِزْمَة، والتي تُسمّى وجهة الرِزْمَة. إنّ هذا الحقل يُلبّي مطلب العنونة.
- حقول الخيارات: وهو حقلٌ اختياريّ، يُمكن أن يحتوي خيّاراً واحد أو أكثر، وقد يصل طوله حتى 40 بايت، تعرّف بنية الخيارات واستعمالها في محددات البروتوكول أو في مواقع أخر.[23]

### رِزْمَة بيانات الإصدار السادس من بروتوكول الإنترنت

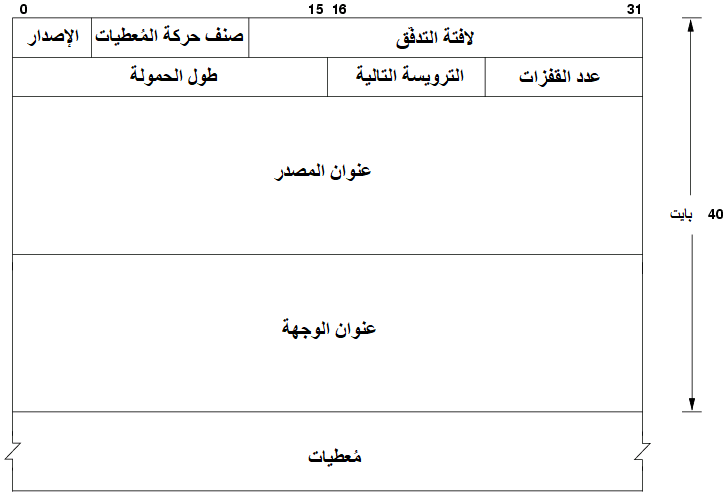
رِزْمَة مُعطيات الإصدار السادس من بروتوكول الإنترنت (IPv6).

إنّ الإصدار السادس من بروتوكول الإنترنت (IPv6) هو خليفة الإصدار الرابع، وهو يُشكّل رِزْمَة مُعطيات تتكون من ترويسة وحمُولة. إنّ حجم الترويسة هو (40) بايت، أمّا حجم الرِزْمَة ككل فيُمكن أي يصل حتى (4,294,967,295) بايت، وتسمّى الرِزَم التي تصل لهذه الأحجام بالرِزَم العملاقة (Jumbograms).
إنّ مُواصفات البروتوكول مُحددة بالوثيقة (RFC 8200) المُعنونة: «مُحددات الإصدار السادس بروتوكول الإنترنت» (Internet Protocol, Version 6 Specification)، وهي تضمّ شرحاً تفصيليّاً لبنية الترويسة ومعاني ووظائف الحقول فيها، وهي بحسب تسلسل ورودها كالتاليّ:
- حقل الإصدار:  بطول (4) بت، ويحتوي دائماً على القيمة (6) في كل رزم الإصدار السادس من بروتوكول الإنترنت (IPv6).
- حقل صنف حركة المُعطيات:  بطول (8) بت، ويُقسّم وظيفياً إلى قسمين، الأول بطول (6) بت ويُسمّى ترميز الخدمات المُتمايزة (DSCP)، [25] وتُحدد قيمة ومعنى التراميز من قبل مجموعة عمل خاصّة ضمن مجموعة مُهندسي شبكة الإنترنت تُسمّى مجموعة التوجيه المُؤَمّن (Assured Forwarding AF Group)،[26] وتساعد التراميز في تحديد جودة الخدمة التي يُراد أن تحصل عليها الرِزْمَة في كل عقدة على المُسار (Per-Hop Behavior PHB)، أمّا القسم الثاني فهو بطول (2) بت، وهو يستخدم لحمل قيمة إشعار الإزدحام الصريح (ECN)، يُلبّي هذا الحقل مطلب الأولويّة.[27]
- حقل لافتة التدفّق:  بطول (20) بت، وتُستخدم لتمييز الرِزَم التي تنتمي إلى نفس تدفّق المُعطيات، ولهذا الحقل عدد من الاستخدامات مثل تطبيقات توزيع الحمل.[28]
- حقل طول الحمولة:  بطول (16) بت، يُحدد هذا الحقل حجم الحمُولة مُقدّراً بالبايت. يُلبّي هذا الحقل مطلب حجم الرِزْمَة.
- حقل الترويسة التالية: بطول (8) بت، ويضمّ ترميزاً يُستخدم لتحديد بروتوكول الطبقة التاليّة صُعوداً، تُحدد الهيئة المانحة لعناوين وأرقام الإنترنت (IANA) قيم التراميز والمُستعملة والبروتوكولات المُقابلة لها.[22]
- حقل عدد القفزات:  بطول (8) بت، وهو يحتوي عدد القفزات الأعظميّ التي يُسمح للرِزْمَة بالقيام بها. تقوم كل عقدة تُعالج الرِزْمَة بإنقاص قيمة حقل بمقدار (1). باستثناء آخر عقدة على المسار، إذا استقبلت أي عقدة في الشبكة رِزْمَة تحتوي على قيمة صفريّة في حقل عدد القفزات فيها فيجب أن يتمّ التخلّص منها. إنّ أقصى قيمة يُمكن أن يحتويها الحقل هي (255)، وهي تُمثّل أكبر عدد قفزات مُمكن لمسار رِزْمَة الإصدار السادس من بروتوكول الإنترنت (IPv6) يُلبّي هذا الحقل مطلب عمر الرِزْمَة.
- حقل عنوان المصدر: بطول (128) بت، يحتوي عنوان بروتوكول الإنترنت للطرف الذي ولّد الرِزْمَة، والذي يُسمى مصدر الرِزْمَة. يُلبّي هذا الحقل مطلب العنونة.
- حقل عنوان الوجهة: بطول (128) بت، يحتوي عنوان بروتوكول الإنترنت للوجهة النهائيّة للرِزْمَة، والتي تُسمّى وجهة الرِزْمَة. إنّ هذا الحقل يُلبّي مطلب العنونة.

لا تحتوي ترويسة الإصدار السادس من بروتوكول الإنترنت (IPv6) على حقلٍ خاصّ لتلبيّة مطلب حجم الرِزْمَة، ولكنّ هناك آليّة خاصّة يُعرّفها البروتوكول من أجل التعرّّف على أدنى حجمٍ أعظميّ على طول مسار الرِزْمَة (Packet MTU PMTU)، بالإضافة لقيام بروتوكول اكتشاف الجيران (NDP) بتزويد العقد التي تدعم الإصدار السادس من بروتوكول الإنترنت بحجم النقل الأعظميّ (MTU) في الشبكة المحليّة التي يتصلون معها.

### رِزْمَة مُعطيات بروتوكول تبادل رزم الشبكات (IPX)

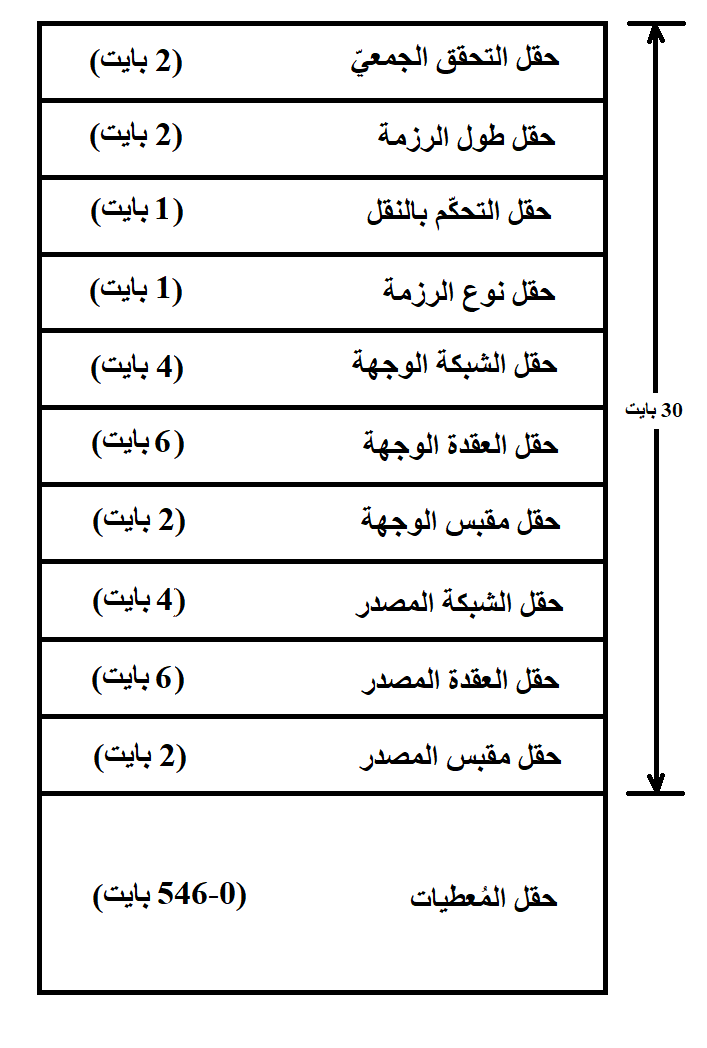
رِزْمَة مُعطيات بروتوكول تبادل رزم الشبكات (IPX).

بروتوكول تبادل رزم الشبكات (IPX)  هو أحد بروتوكولات حزمة نوفل (IPX/SPX) وهي حزمة من البروتوكولات التي تقدّم خدمة نقل الرِزَم عبر الشبكة، لا تناسب حزمة البروتوكولات الشبكات كبيرة الحجم كشبكة الإنترنت، لذلك فقد تراجع استعمال الحزمة بعد تطوير نموذج الإنترنت (TCP/IP) في تسعينيات القرن الماضي.
تتكون رِزْمَة مُعطيات بروتوكول تبادل رزم الشبكات (IPX) من ترويسة وحمُولة. إنّ حجم الترويسة هو (30) بايت، أمّا حجم الحمولة فيُمكن أي يصل نظريّاً حتى (546) بايت، ولكن هناك قيود ترتبط بالبروتوكول العامل في الطبقة التالية نُزولاً تحدّ من هذا الحجم، فعلى سبيل المثال، يُسبب استخدام هذا البروتوكول مع المعيّار (IEEE 802.2)  في جعلِ الحجم الأعظميّ للحمولة ينخفض إلى (538) بايت.
إنّ مُواصفات البروتوكول مُحددة بالوثيقة (XSIS 028112)  المُعنونة: «بروتوكولات النقل عبر شبكة الإنترنت» (Internet Transport Protocols)، وهي تضمّ شرحاً تفصيليّاً لبنية الترويسة ومعاني ووظائف الحقول فيها، وهي بحسب تسلسل ورودها كالتاليّ:
- حقل التحقق الجمعي: بطول (2) بايت، يحتوي ناتج خوارزميّة التحقق الجمعيّ التي تطبّق على الترويسة والحمولة معاً، ولكن في الغالب الأعمّ فإنّ هذا الحقل لا يُستعمل، ويأخذ عندها القيمة 16(FFFF).[36] يُلبّي هذا الحقل مطلب الوثوقيّة.
- حقل طول الرِزْمَة: بطول (2) بايت، يحتوي هذا الحقل على حجم الرِزْمَة كاملةً، أي الترويسة والحمولة معّاً، مقدّراً بالبايت .يُلبّي هذا الحقل مطلب حجم الرِزْمَة.
- حقل التحكّم بالنقل: بطول (1) بايت، يحتوي على عدد الموجّهات التي عالجت الرِزْمَة، في طرف الإرسال يجري ضبط قيمة هذا الحقل إلى الصفر، ثمّ يقوم كل موجّه يُعالج الرِزْمَة بزيادة (1) إلى قيمة الحقل. إنّ قيمة هذا الحقل يُمكن أن تبلغ (255) نظريّاً، ولكن قد يضعّ بروتوكول التوّجيه الذي يوجّه رِزْمَة مُعطيات بروتوكول تبادل رزم الشبكات (IPX) حدّاً أعظميّاً لعدد القفزات في المسار، فمثلاً يُحدد بروتوكول معلومات التوجيه (RIB) [37] هذا عدد القفزات في المسار لتكون (15) قفزة فقط، أما بروتوكول خدمات وصلة نت وير (NLSP) [38] الخاصّ بشركة نوفل فيُحدد العدد الأعظميّ بالقيمة (127). يُلبّي هذا الحقل مطلب عمر الرِزْمَة.
- حقل نوع الرِزْمَة: بطول (1) بايت، يضمّ ترميزاً يُستخدم لتحديد نوع الحمولة أو بروتوكول الطبقة التاليّة صُعوداً.[39]
- حقل الشبكة الوجّهة: بطول (4) بايت، ويضُمّ عنوان الشبكة التي تحتوي الوجهة النهائيّة للرِزْمَة. يُلبّي هذا الحقل مطلب العنونة.
- حقل العقدة الوجّهة: بطول (6) بايت، ويضُمّ عنوان المُضيف الوجهة. يُلبّي هذا الحقل مطلب العنونة.
- حقل مقبس الوجّهة: بطول (2) بايت، ويضمّ رقم منفذ الوجهة.
- حقل الشبكة المصدر: بطول (4) بايت، ويضُمّ عنوان الشبكة التي تحتوي مصدر الرِزْمَة. يُلبّي هذا الحقل مطلب العنونة.
- حقل العقدة المصدر: بطول (6) بايت، ويضُم عنوان المُضيف المصدر الذي ولّد الرِزْمَة. يُلبّي هذا الحقل مطلب العنونة.
- حقل مقبس المصدر: بطول (2) بايت، ويضمّ رقم منفذ المصدر.

لا تحتوي ترويسة بروتوكول تبادل رزم الشبكات (IPX) على حقول خاصّة لتُلبّية مطلب الأولويّة.

## وصلات خارجية
- بنية ترويسة الإصدار الرابع من بروتوكول الإنترنت (IPv4)، شرح لبنية الترويسة من شركة سيسكو.
- بنية ترويسة الإصدار السادس من بروتوكول الإنترنت (IPv6)، شرح لبنية الترويسة من شركة سيسكو.
- بنية ترويسة بروتوكول تبادل رزم الشبكات (IPX)، شرح مُقدّم من شركة مايكروسوفت.
- حزمة بروتوكولات نوفل (IPX/SPX)، كيفية استخدام الحزمة لتبادل الرِزَم في شبكات نوفل.